# Aeroportul Pechora
Aeroportul Pechora (IATA: PEX, ICAO: UUYP) este un aeroport din Pechora⁠(d), Pechora⁠(d), Pechora Municipal District⁠(d), Republica Komi, Rusia ce deservește zona Peciora⁠(d). Aeroportul a fost tranzitat în 2017 de 5.088 de pasageri. A fost numit după zona deservită.
Situat la o altitudine de 60 m, aeroportul dispune de 1 pistă.

## Infrastructură

### Piste
Aeroportul dispune de o singură pistă. Pista are orientarea 16/34. 